# Маннинг, Патрик
Патрик Огастус Мервин Маннинг (англ. Patrick Augustus Mervyn Manning; 17 августа 1946, Сан-Фернандо, Тринидад и Тобаго, Британская Вест-Индия — 2 июля 2016, там же, Тринидад и Тобаго) — тринидадо-тобагианский политический и государственный деятель. Премьер-министр Тринидада и Тобаго (1991—1995 и 2001—2010). Лидер партии «Народное национальное движение» (1991—2010).

## Биография

### В администрации Эрика Уильямса
После посещения государственной школы в Сан-Фернандо с 1965 по 1966 год был рабочим на нефтеперерабатывающем заводе Texaco Trinidad Inc.
В 1969 году окончил геологический факультет Университета Вест-Индии. До 1971 года работал геологом в Texaco Trinidad Inc.
Был первые избран в Палату представителей от партии Народное национальное движение (ННД) на всеобщих выборах 1971 года, представляя округ Сан-Фернандо (Восток). Сохранял свой мандат до конца жизни, его пребывание в парламенте стало самым продолжительным в истории страны.
- 1971—1973 гг. — парламентский секретарь в министерстве нефти и горного дела, а затем в аппарате премьер-министра,
- 1974—1975 гг. — парламентский секретарь в министерстве планирования и развития,
- 1975—1976 гг. — парламентский секретарь в министерстве промышленности и торговли,
- 1976—1978 гг. — парламентский секретарь в министерстве труда, транспорта и связи.

В 1978 году был назначен на должность младшего министра в министерстве финансов. В следующем году он стал младшим министром общественных услуг в министерстве финансов и младшим министром информации в канцелярии премьер-министра.
Незадолго до смерти премьер-министр Уильямс назначил его министром информации и министром промышленности и торговли.
С 1981 по 1986 год занимал пост министра энергетики и природных ресурсов в кабинете Джорджа Чемберса.
После сокрушительного поражения ННД на всеобщих выборах 1986 года и Чамберса с поста председателя партии сменил его на посту ее председателя. Одновременно до 1991 года был лидером оппозиции в палате представителей.

### На посту премьер-министра
После победы ННД на выборах на парламентских выборах в декабре 1991 г. был назначен премьер-министром Тринидада и Тобаго. Первоначально продолжал переориентацию и либерализацию экономической политики, начатую предыдущим правительством. Кроме того, обменный курс доллара Тринидада и Тобаго, который ранее устанавливался государством, был заменён курсом обмена на валютном рынке, и несколько государственных компаний были проданы иностранным владельцам. Этот шаг подвергся резкой критике со стороны оппозиционного Национального альянса для реконструкции, который, хотя и поддерживал идею приватизации, но выступал за их продажу отечественным покупателям.
Вскоре произошёл внутриполитический кризис после его «самопровозглашения» в качестве «отца нации» и отставки министра иностранных дел Ральфа Мараджа. На дополнительных выборах ННД потеряла место. Кроме того, Марадж вступил в оппозиционный Национальный альянс для реконструкции. В результате у правящей партии большинство в парламенте определялось лишь одним депутатом. В результате политического кризиса глава кабинета назначил новые выборы на ноябрь 1995 года, за год до окончания полномочий Палаты представителей.
На досрочных парламентских выборах в ноябре 1995 года ННД потеряла большинство, партия также проиграла парламентские выборы в 2000 г.
По результатам всеобщих выборов в декабре 2001 года, сформировался паритет двух ведущих партий, однако президент Артур Н. Р. Робинсон нарушил парламентскую традицию и поручил формирование кабинета лидеру оппозиции, в течение десяти месяцев Мэннинг руководил страной без Палаты представителей, поскольку она не могла избрать председателя. Одновременно с 2001 по 2007 год занимал пост министра финансов.
7 октября 2002 года премьер призвал к проведению досрочных выборов, поскольку Конституция требовала принятия бюджета. По их результатам ННД получила 20 мандатов из 36 и политик занял полноценный пост премьер-министра. Второй срок его правления был отмечен ростом преступности и коррупции. В частности, главу кабинета обвинили в назначении его жены Хейзел Мэннинг сенатором и министром образования.
С другой стороны, его правительство смогло существенно снизить подоходный налог, а налог на прибыль для большинства компаний был уменьшен с 35 % до 25 %. Благодаря более высоким доходам от продажи нефти и газа было восстановлено бесплатное образование. Правительство также установило бесплатное университетское образование.
На выборах в ноябре 2007 года ННД вновь одержала победу. Однако с этого момента в экономике наметился спад.
Острой проблемой стал рост преступности. Количество убийств резко возросло с 93 в 1999 году до 509 в 2009 году. В 2008 году было зафиксировано самое большое число убийств в стране — 550. Премьер-министр выступил за возобновление исполнения смертных приговоров, заявив, что «смертная казнь является неотъемлемой частью борьбы с преступностью». Для этого он потребовал изменения в законе, что должно ускорить процесс пересмотра смертных приговоров.
В 2009—2010 гг. находился на посту действующего председателя Содружества. В 2009 году в стране также состоялись два всемирных саммита: 5-й саммит стран Америки с 17 по 19 апреля 2009 года, а также главы правительств Содружества с 27 по 29 ноября 2009 года.
На выборах 2010 года правящая партия потерпела поражения и он ушёл в отставку. В 2011 году парламентом был временно отстранён от исполнения депутатских полномочий из-за выявленных комитетом по привилегиям нарушений, став вторым премьер-министром, отстранённым от должности в Палате представителей.